# Slon africký
Slon africký (Loxodonta africana) je savec z řádu chobotnatců (Proboscidea). Je to největší suchozemský savec, který dorůstá výšky až 4 m. Slon africký se vyskytuje roztroušeně v celé Africe jižně od Sahelu, ale v dřívějších dobách se prokazatelně vyskytoval v mnohem hojnějším počtu na celém kontinentu, i v severní Africe. Obývá poměrně rozmanité prostředí. Slony můžeme najít v deštných lesích, na savanách a vystupují až do horských oblastí do 5000 m n. m. Sloni jsou poměrně přizpůsobiví – důležité je pro ně jen dostatek potravy a vody v teritoriu.
Organizace Great Elephant Census po nové důkladné analýze zjistila, že mezi lety 2007 a 2014 klesla populace slonů afrických o 30 %, asi o 144 000 jedinců. Podrobný průzkum kontinentu, 18 území (asi 93 % míst, kde tito sloni žijí), potvrzuje, že se v afrických savanách pohybuje celkem 352 271 slonů, z toho 84 % z nich se nachází v chráněných územích. I přes veškerá dosavadní opatření je stále zabíjejí pytláci a jsou toužebným cílem organizací, jež obchodují se slonovinou. Na následky pytláctví ročně ubývá asi 8 % slonů. Nejenže lovci zabíjejí dospělé, leckdy rekordně staré a velké slony, ale spolu s nimi umírají i jejich osiřelá mláďata.

## Rozměry
Slon africký je v současnosti největším žijícím suchozemským živočichem; z původních asi 25 druhů řádu chobotnatců přežili spolu s ním pouze slon indický, který do tak ohromných rozměrů neroste (má i menší ušní boltce a kratší kly), a ještě menší slon pralesní. Samci tohoto chobotnatce dosahují hmotnosti kolem 6000 kilogramů, rekordní změřený jedinec dosahoval výšky 3,96 metru a hmotnosti až 10 400 kg (původní odhad byl dokonce 12 250 kilogramů).
- Výška v kohoutku: 3–4 m
- Délka těla: 7–9 m (samice 6,5–8,5m)
- Hmotnost: 6–7 tun (samice 4 tuny)
- Rychlost běhu: až 40 km/h[6]
- Délka života: 70–75 let
- Velikost stopy: 40–50 cm[zdroj?]

Sloni afričtí představují největší dnes žijící suchozemské tvory vůbec. Přesto by slon s výškou v konohutku kolem 3,2 metru byl jen trpaslíkem vedle obřích titanosaurních sauropodů (jako byli například zástupci rodu Argentinosaurus), kteří měli hřbet ve výšce 6 až 8 metrů a vážili asi desetkrát až patnáctkrát více než dospělý slon africký.

## Vzhled
Slon africký má silnou, ale pružnou kůži šedivého až šedohnědého zbarvení bez srsti. Chlupy má jen na konci ocasu. Na celém těle je pokrytý hmatovými chloupky, které jsou více koncentrované na chobotu. Mezi charakteristické znaky patří dva citlivé „prstíky“ na konci citlivého chobotu, který slouží k dýchání, čichání, pití, sprchování a podávání potravy. Dalším výrazným znakem jsou obrovské silně prokrvené ušní boltce na jeho velké hlavě, pomocí nichž ztrácí mnoho přebytečného tepla, a předchází tak přehřátí během horkých afrických dní. Má vysoké nohy a štíhlou postavu, čelo ubíhající dozadu a prohnutý hřbet. Samec i samice mají kly, které rostou celý život. Největší kly, jaké byly u slona zjištěny, měřily přes 3 metry a vážily přes 100 kg.
Sloni mají velmi jemný čich a dobrý sluch, kterým vnímají i pro lidi neslyšitelné infrazvuky (5–24 Hz), jimiž se dorozumívají na velké vzdálenosti. Navíc díky tomu sluchem vnímají i otřesy půdy, způsobené například pohybem vzdálených zvířat, a zaznamenávají změny atmosférického tlaku.
Tato zvířata, i když jsou schopná běhat velmi rychle, upřednostňují spíše chůzi přibližně stejně rychlou jako u člověka. Na zem totiž při pomalejší chůzi našlapují měkce a pohybují se téměř neslyšně. Došlapují jen na konečky prstů srostlé rosolovitým vazivem do polštáře, který tvoří celé „chodidlo“ a slouží jako tlumič. Navzdory nepotvrzeným údajům o rychlosti pohybu slonů, překračující hodnotu 40 km/h (11,1 m/s) provedené experimenty ukázaly, že dospělí sloni indičtí i afričtí patrně nepřekonávají rychlost přibližně 6,8 m/s (24,5 km/h).

## Způsob života

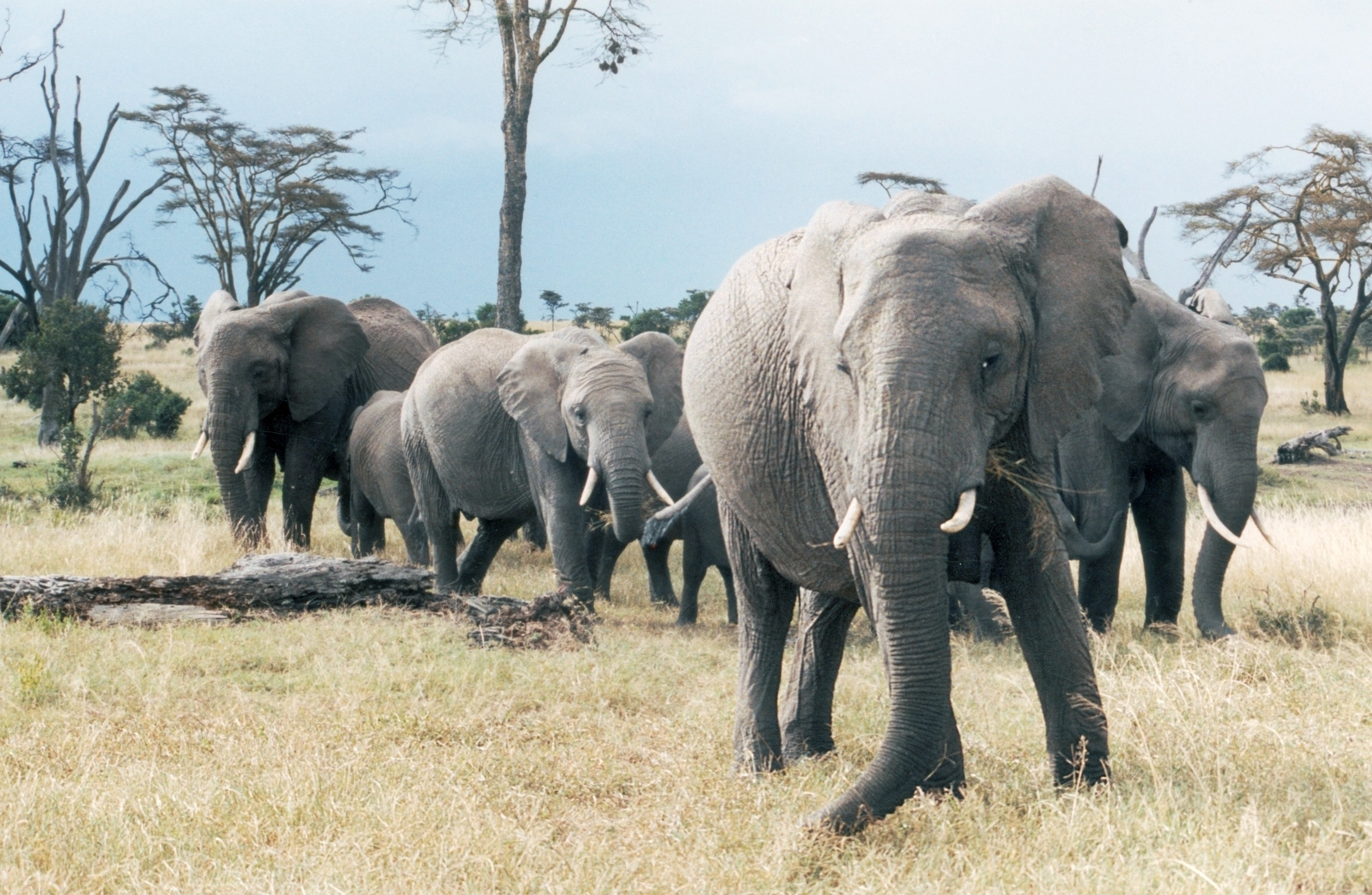
Sloní stádo v Národním parku Sweetwater v Keni

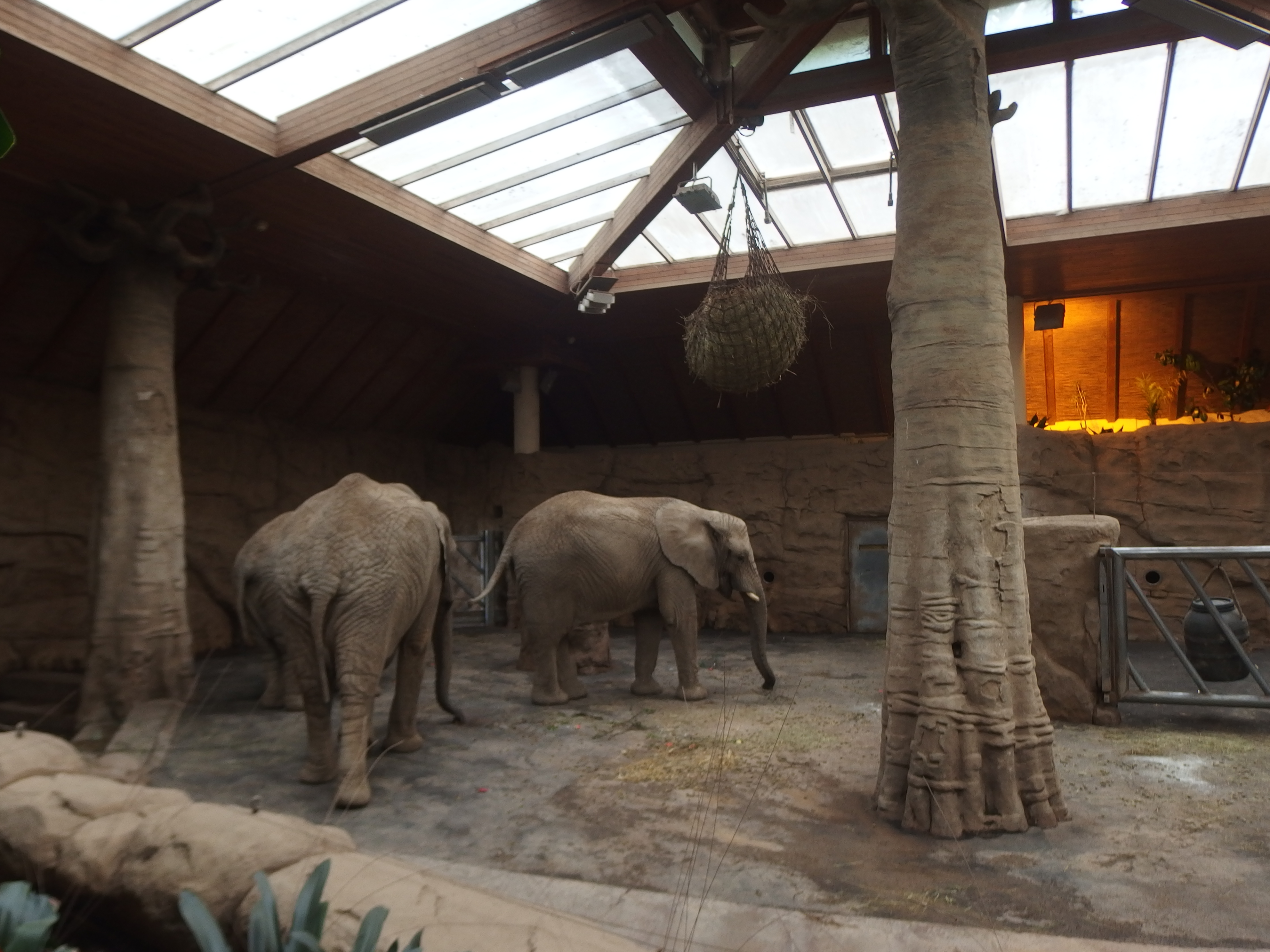
Slon africký v Zoo Zlín

Afričtí sloni jsou společenská zvířata a drží se pohromadě ve vysoce organizovaných skupinách tvořených deseti až dvanácti samicemi a jejich mláďaty. Skupinu vede dominantní samice, která je spřízněná se všemi členy stáda. Tyto rodinné skupiny se někdy dočasně shromažďují do stád o několika stech kusů. Samci žijí stranou v mládeneckých skupinách, starší jedinci pak samotářsky. Dospívají ve věku 25 let. V době páření přicházejí samci na krátkou dobu do stád, a soupeří o možnost spáření se samicemi. Sloni mají i velmi vyvinuté sociální cítění. Když někdo ze stáda zemře, ostatní sloni truchlí.
Stádo slonů dovede překonávat značné vzdálenosti, ale drží se při tom v blízkosti vody, protože každý slon potřebuje denně pít až 130–190 litrů vody a rád se koupe. Když je voda dost hluboká, ponoří se až na dno a dýchá jen chobotem nad hladinou vody, podobně jako Šnorchl. Při koupání na své tělo chobotem nastříká bahno z břehu a chrání se tak nejen před obtížným hmyzem, ale i proti přehřátí organismu v horkých dnech.
Navzdory některým neoficiálním tvrzením se sloni patrně nedokážou pohybovat rychlostí kolem 40 km/h. Přímá pozorování a počítačové modely ukázaly, že maximální rychlost těchto obřích chobotnatců činí asi 5,3 až 7 m/s (19 až 25 km/h).

### Dorozumívání
Sloni se potřebují dorozumívat a činí tak hlavně při hledání potravy v lese, když na sebe členové stáda navzájem nevidí. Vydávají hluboký bručící hlas, který se dříve považoval za kručení v břiše, ale dnes se ví, že ho slon vydává kloktáním v chobotu. Když je slon spokojený, mručí tlumeným zvukem, ale když se vyleká, prudce a krátce zatroubí.
Mladí samci se při bojových hrách staví proti sobě a zamávají choboty. Pak se proti sobě rozeběhnou a začnou se choboty přetlačovat. Když se ani jednomu nepodaří druhého přetlačit, vrátí se oba zpět na původní místo a souboj začnou znovu. Dominantní jedinec si ve skupině zjednává pořádek jen zatočením chobotu nebo zvířením prachu. Někdy je při tom slyšet i sloní troubení.

### Potrava
Sloni jsou býložravá zvířata. Jejich jídelníček závisí přímo na tom, kde se zrovna jedinec nachází. Všichni ale musí denně spořádat až 225 kg potravy. Takto velké množství potravy musí požírat 15 až 18 hodin denně. Z toho jim zbudou jen přibližně 4 hodiny denně na spánek. Potrava navíc není v těle dobře zpracovávaná a zužitkuje se jen z 35–40 %, takže slon vyprodukuje denně až 180 kg trusu a 40–60 litrů moči.
Potravu si slon podává chobotem až do jícnu. Má málo zubů, navíc stoličky důležité pro drcení rostlinné potravy má jen čtyři. Potravu tak může jen rozžvýkat, proto má slon tak malou účinnost trávení. Když ztratí všechny zuby, nemá už v tlamě moc možností potravu rozžvýkat a slon umírá hlady, protože žaludek nerozžvýkanou potravu nerozloží. To se stává zhruba v 70 letech sloního věku.

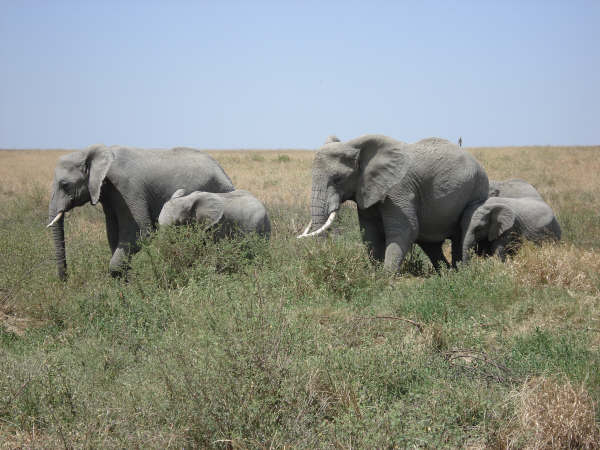
Dvě sloní samice s mláďaty

### Rozmnožování
Samice jsou říjné 2–6 dní každé dva měsíce a rodí zpravidla jednou za čtyři roky. Mládě se většinou rodí jedno po 22měsíční březosti, výjimečně se rodí dvojčata. Při porodu samici hlídají její společnice ze stáda, aby ochránily ji i mládě. Slůně měří po porodu jen 85 centimetrů a váží 110 kg. Samice své mládě kojí dva roky. Po uplynutí této doby slůně zůstává u matky, i když ta má již dalšího potomka. Samice se pak stará naráz i o tři různě stará mláďata. Sloni dospívají zhruba v deseti letech, ale do rozmnožování se zapojují až za dalších 5 až 10 let. Když je mládě napadeno, matka jej velmi zuřivě brání.

## Ochrana druhu
Původně se v Africe vyskytovalo na miliony kusů těchto zvířat, ale kvůli neustále se zmenšujícímu biotopu z důvodu rozpínající se lidské populace jsou jejich stavy nižší. Za celkový úbytek slonů mohou bezesporu také pytláci. Ačkoli jsou dnes ve většině zemí sloni afričtí chráněni zákonem a jejich nezákonný lov je trestán, zadržení pytláci jsou leckdy velmi rychle propuštěni.
Druh je stále považován za zranitelný, přestože populace z globálního hlediska roste. Stavy se mohou v jednotlivých lokalitách značně lišit. V 70.–80. letech minulého století se odhadovalo, že existuje okolo 200 000 jedinců. Podle Červeného seznamu ohrožených druhů (IUCN) není znám přesný celkový počet jedinců, ale na východě a jihu Afriky se pohybuje více než 15 000 slonů (odhad z roku 2006) a tamní populace se ročně zvýší v průměru o 4 %. Naopak ve střední a západní Africe stavy klesají, nebo se počítá s mnohem menší populací. I přesto, že na jihu Afriky populace roste, celkově populace významně klesá.
Organizace Great Elephant Census po nové důkladné analýze zjistila, že mezi lety 2007 a 2014 klesla populace slonů afrických o 30 %, asi o 144 000 jedinců. Podrobný průzkum kontinentu, 18 území (asi 93 % míst, kde tito sloni žijí), potvrzuje, že se v Afrických savanách pohybuje celkem 352 271 slonů, z toho 84 % z nich se nachází v chráněných územích. I přes veškerá dosavadní opatření je stále zabíjejí pytláci a jsou toužebným cílem organizací, jež obchodují se slonovinou. Na následky lidského hyenismu ročně ubývá asi 8 % slonů. Nejenže lovci zabíjejí dospělé, leckdy rekordně staré a velké slony, ale spolu s nimi umírají i jejich osiřelá mláďata.

## Chov v zoo

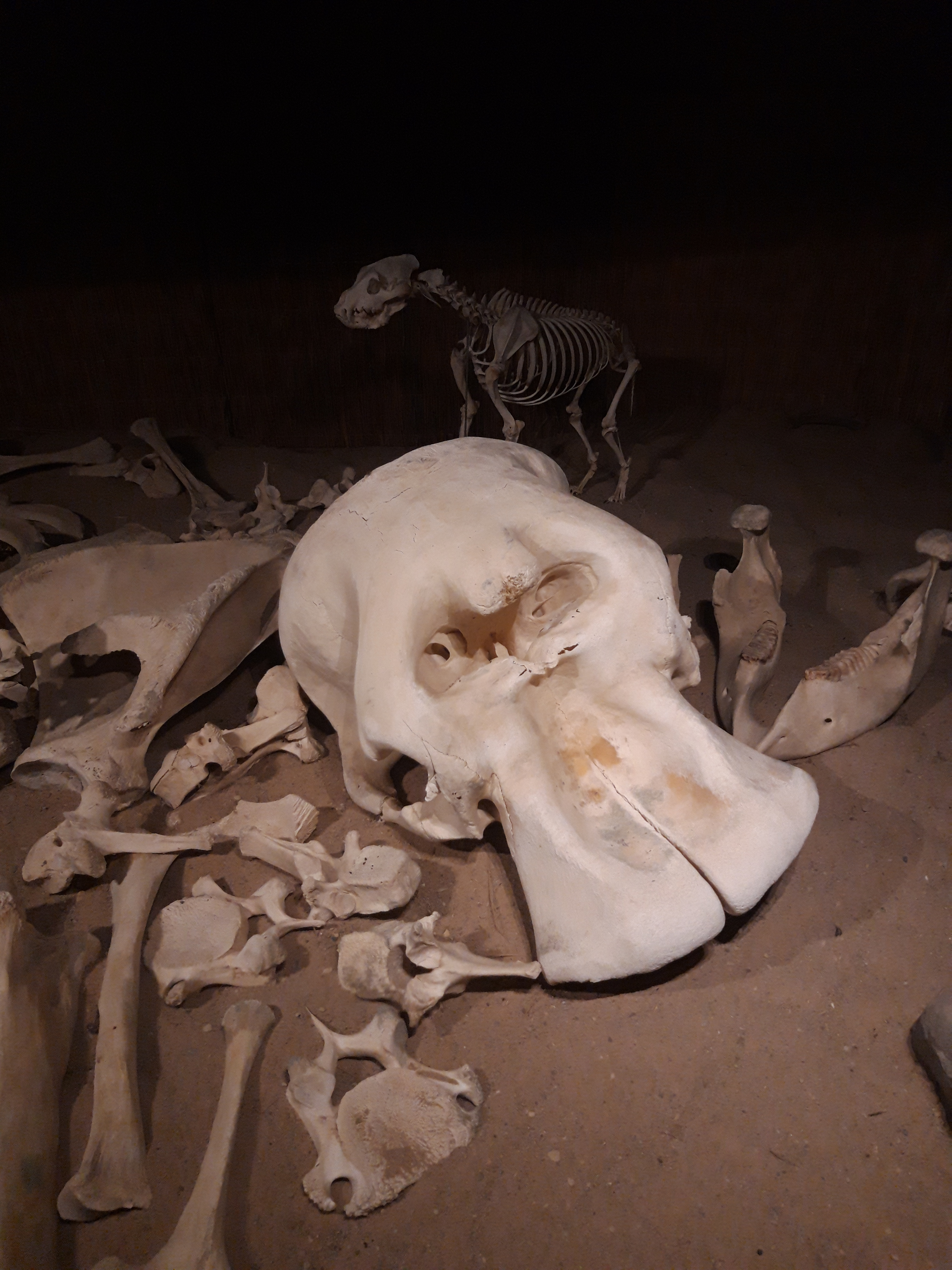
Lebka slona afrického v expozici Zoologické zahrady ve Dvoře Králové nad Labem.

V České republice chová slony africké:
- ZOO Dvůr Králové
- ZOO Zlín

Na Slovensku jsou chováni pouze v ZOO Bojnice.